# Facts Concerning the Late Arthur Jermyn and His Family
Facts Concerning the Late Arthur Jermyn and His Family is een horror/kort verhaal geschreven door de Amerikaanse schrijver H.P. Lovecraft. Het werd voor het eerst gepubliceerd in de maart- en juni-nummers uit 1921 van het tijdschrift The Wolverine.

## Verhaal
De Britse geleerde Arthur Jermyn krijgt op een dag een doos met daarin een voorwerp thuisgestuurd. Een kwartier later loopt hij zijn huis uit en steekt hij zichzelf in brand. Daarmee beëindigt hij zowel zijn leven als zijn stamboom, aangezien hij de laatste nazaat van zijn familie was.
Arthurs over-over-overgrootvader Wade Jermyn blijkt in de 18e eeuw actief te zijn geweest als ontdekkingsreiziger in Kongo. Hij vertelde in zijn tijd verhalen over een blanke beschaving in een vergeten stad die hij daar had gezien. Niemand nam die serieus. Dit duurde tot hij werd opgesloten in een gekkenhuis, waar hij drie jaar later stierf. Wade liet een zoon na, Philip. Die had hij gekregen met een vrouw die hij had ontmoet in Afrika, maar voor iedereen verborgen hield. Vanaf de geboorte van Philip begon het uiterlijk van de nazaten binnen de familie Jermyn opmerkelijke trekken te vertonen.
Philip was een zeeman die na het krijgen van zoon Robert bij de marine ging. Hij verdween op een dag spoorloos terwijl zijn schip nabij de kust van Kongo voor anker lag. Robert was een etnoloog die drie kinderen kreeg. Twee daarvan waren geestelijk en lichamelijk zo misvormd, dat niemand ze ooit te zien had gekregen. Het middelste kind, Nevil, kreeg op zijn beurt een zoon, Alfred. Robert draaide op een dag door na een ontmoeting met ontdekkingsreiziger Samuel Seaton. Seaton was in Afrika geweest en had daar verhalen gehoord over een grijze stad bevolkt door witte apen. Hij kwam deze vertellen aan Robert omdat hij dacht dat ze hem zouden interesseren. Robert wurgde Seaton ter plekke en vermoordde daarna alle drie zijn eigen kinderen. Nevil voorkwam nog net dat zijn vader ook zijn zoontje Alfred ombracht. Robert stierf twee jaar later in een gekkenhuis. Alfred werd vader van Arthur en ging daarna bij het circus. Hier werd hij de trainer van een lichter-dan-normale gorilla. Hij overleed nadat hij de gorilla op een dag aanviel en het dier terug vocht.
Arthur had het meest opmerkelijke uiterlijk van alle Jermyns en erfde de collectie die zijn over-over-overgrootvader Wade had verzameld in Afrika. Geïnspireerd door de verhalen over een vergeten stad, ging ook hij op expeditie naar Kongo. Daar kreeg hij van stamhoofd Mwanu te horen dat alle verhalen die Wade vertelde waar waren, maar dat de stad inmiddels was uitgevaagd. Een hybride bevolking zou er een witte apengodin hebben aanbeden, wier lichaam na haar dood was opgezet. Een andere stam had het daarna geroofd en iedereen gedood. Arthur vond ook overblijfselen van de gedecimeerde stad. Een Belgische man genaamd M. Verhaeren vertelde hem vervolgens dat hij aan het opgezette lichaam van de apengodin kon komen en dat naar hem toe kon sturen.
Nadat Arthur een doos met het lichaam van de apengodin ontving in Londen, begon hij het te onderzoeken. Even later rende hij naar buiten en stak hij zichzelf in brand. Het lichaam van de apengodin had een hanger om haar nek met daaraan het wapen van de Jermyns. Ze leek sprekend op Arthur. Alle nazaten van over-over-overgrootvader Wade waren het nageslacht van Wade en de apengodin. Arthurs stoffelijke overschotten werden nooit opgeruimd en het feit dat hij heeft bestaan door iedereen ontkend. Het Royal Anthropological Institute verbrandde de mummie van de apengodin en gooide de hanger in een put. Sommige leden van de organisatie geven niet toe dat Arthur ooit heeft bestaan.

## Achtergrond
Verschillende verhalen van Lovecraft gaan over mogelijke erfelijkheid van fysiek en geestelijk verval. In deze verhalen verslechtert het geestelijk welzijn van een personage doorgaans verder en verder naarmate hij meer en meer ontdekt over een onverdraaglijke waarheid. Het gebruik van dit verhaalelement is ook een onderdeel van de door hem bedachte literaire filosofie cosmicisme, waarbinnen de mensheid een totaal onbeduidend detail is binnen het geheel van het bestaan.